# Wideybach
Der Wideybach ist der etwa 51⁄2 Kilometer lange, südwestliche und linke Quellfluss der Wester in Nordrhein-Westfalen, Deutschland.

## Geographie

### Verlauf
Der Bach entspringt im Naturpark Arnsberger Wald nur ein paar Kilometer nördlich von Meschede-Eversberg am Niekopf (551 m ü. NN). Nur wenige Hundert Meter südöstlich des Berggipfels befindet sich die Quelle des Wideybachs in rund 540 m Höhe. Oberhalb bzw. südöstlich der Quelle befindet sich das Moosbruch ein Hochmoor am Nordwesthang des höchsten Punkts (580,9 m ü. NN) im Warsteiner Stadtgebiet. Anfangs fließt er ein Stück nach Westen, um sich danach in einem langgestreckten Rechtsbogen und entlang der B 55 nach Nordosten zu wenden. Vorbei an der Warsteiner Brauerei fließend vereinigt er sich nur etwas südlich von Warstein mit dem Langen Bach zur Wester.

### Einzugsgebiet
Das 7,13 km² große Einzugsgebiet des Wideybachs wird durch ihn über die Wester, die Möhne, die Ruhr und den Rhein zur Nordsee entwässert.

### Zuflüsse
- Niesiepen (rechts), 1,0 km, 0,46 km², 7,05 l/s
- Lehmsiepen (rechts), 1,5 km, 0,54 km², 8,31 l/s
- Kaisersiepen (rechts), 2,3 km, 1,06 km², 16,51 l/s
- Kromerssiepen (rechts), 1,4 km, 0,81 km², 12,69 l/s